# Juegos Mundiales de 2013
Los Juegos Mundiales Cali 2013, oficialmente los IX Juegos Mundiales, fue un evento multideportivo en el que participaron deportistas de todo el mundo en disciplinas que son reconocidas por el Comité Olímpico Internacional, pero que no forman parte de los Juegos Olímpicos. Fueron organizados por la Internacional World Games Association, IWGA (en español Asociación Internacional de los Juegos Mundiales), adscrita al Comité Olímpico Internacional (COI).
Al igual que los Olímpicos, los Juegos Mundiales se celebran cada cuatro años. En su IX edición tuvieron como sede la ciudad de Santiago de Cali (Colombia), siendo la primera vez se desarrollan en Latinoamérica, del 25 de julio de 2013 al 4 de agosto de 2013. La ceremonia de inauguración se llevó a cabo el 25 de julio de 2013 a las 7:00 PM (GMT -5)en conjunto con la celebración de los 477 años de la fundación de esta ciudad.
En estas justas participaron treinta y seis disciplinas deportivas y cinco invitadas, con cerca de 2500 deportistas de más de 90 países. Fue la última participación del rugby 7, dado que, a partir de Río 2016, dicho deporte formará parte de los Juegos Olímpicos.
La realización de estos juegos implicó una inversión de USD 59 millones; —COP 110 000 millones— por parte del Estado colombiano, y Coldeportes fue la encargada de administrarlos. La mayor parte de los recursos fueron asignados a obras de infraestructura. A este capital se sumaron también las inversiones de empresas privadas por patrocinios y aportes.
Dado que Cali ha albergado en el pasado evento deportivos de gran envergadura, entre los que destaca los Juegos Panamericanos de 1971, más recientemente la ciudad fue una de las sedes de la Copa Mundial de Fútbol Sub-20 de 2011, por esto la inversión en infraestructura fue destinada en su mayoría a reparación y adecuación de los escenario ya existentes, y solamente 5 escenarios deportivos fueron creados para el evento.
Gracias a la excelente acogida por parte de la ciudad, las federaciones de Baile deportivo, Billar, Hockey, Softball y Raquetball, expresaron interés en realizar sus eventos deportivos en Cali.

## Elección
En junio de 2008 la IWGA decidió que las ciudades alemanas de Duisburgo y Dusseldorf serían las sedes de los Juegos Mundiales de 2013. Pero, cuatro meses después, Duisburgo retiró su nominación por cuestiones económicas, obligando a Dusseldorf a hacer lo mismo. Esto llevó a la IWGA a elegir una nueva sede para los Juegos Mundiales.
La IWGA recibió la candidatura no oficial de siete ciudades: Cancún, Cali, Johannesburgo, Moscú, Nagoya, Recife y San Petersburgo. En mayo de 2009, la IWGA solo recibió las candidaturas oficiales de tres ciudades: Cali, Johannesburgo y San Petersburgo. La elección final se llevó a cabo ese mismo año.
El Comité Ejecutivo de la IWGA confirmó a la ciudad de Cali como la sede de los juegos gracias a la dirigencia deportiva del país, involucrada en las gestiones diplomáticas teniendo en cuenta que existen los escenarios completos y que algunos solo necesitan refacciones.

## Organización
La organización de la 9° edición de los Juegos Mundiales estuvo a cargo del Comité Organización Local de Cali (CLOC), miembros de la IWGA y el Comité Organizacional Nacional. El CLOC y el Comité Organizacional Nacional estuvieron a cargo de la recaudación de fondos y la organización del evento. El Presidente del CLOC era Rodrigo Otoya y el presidente del Comité Organizacional Nacional era Andrés Botero, Director de Coldeportes.

### Sedes
Para la organización de los Juegos Mundiales 2013, fue necesario invertir en la construcción de cinco escenarios nuevos (el coliseo de hockey, el diamante de softball, la piscina de calentamiento de kayak, el coliseo mundialista, y el escenario de balonmano playa) y remodelar 14 escenarios, los cuales fueron inaugurados el 22 de julio de 2013.

#### Unidades Deportivas
Unidad Deportiva Alberto Galindo
- Coliseo de Billar - Billar
- Coliseo de Bolos - Bolos
- Coliseo El Pueblo - Gimnasia acrobática, Gimnasia aeróbica, Gimnasia rítmica, Trampolín
- Rocódromo Mundialista - Escalada
- Patinódromo Mundialista - Arquería, Patinaje de carreras, Patinaje de velocidad
- Velódromo Alcides Nieto - Patinaje artístico

Unidad Deportiva Jaime Aparicio
- Coliseo de Hockey - Hockey sobre patines en línea
- Coliseo de Tejo - Bochas
- Coliseo Mundialista - Korfbal
- Diamante de Softball - Softball
- Piscinas Hernando Botero - Kayak-polo, Natación con aletas, Salvamento

Unidad Deportiva San Fernando
- Coliseo Evangelista Mora - Ju-Jitsu, Karate, Wushu
- Estadio Pascual Guerrero - Rugby 7, Disco volador

#### Cali
- Base Aérea Marco Fidel Suárez - Deportes aéreos
- Colinas de San Antonio - Arquería
- Coliseo Mariano Ramos - Levantamiento de potencia, Sumo
- Coliseo Alberto León Betancourt - Batalla de fuerza
- Parque de la Caña - Arquería
- Parque del Ingenio - Duatlón, Orientación
- Plaza de Toros de Cañaveralejo - Baile deportivo, Balonmano playa

#### Fuera de Cali
- Club Cañasgordas - Racquetball, Squash
- Club del Departamento - Orientación
- Club Los Andes - Esquí náutico, Maratón en Kayak
- Comfenalco Valle del Lili - Fistball
- Ecoparque de la Salud - Orientación

#### Sedes de no competición
- Piscinas Alberto Galindo - Entrenamientos

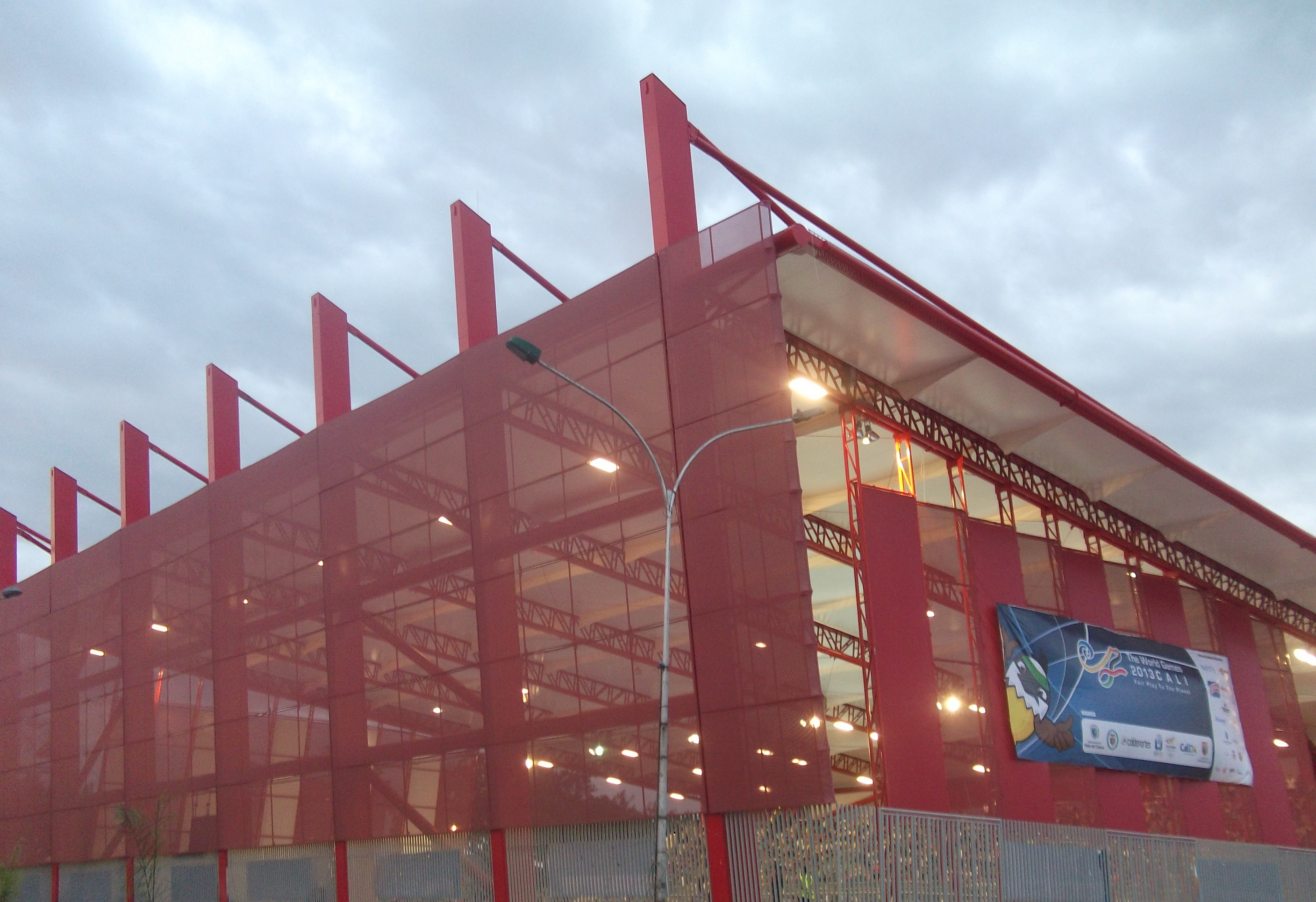
Coliseo de Hockey
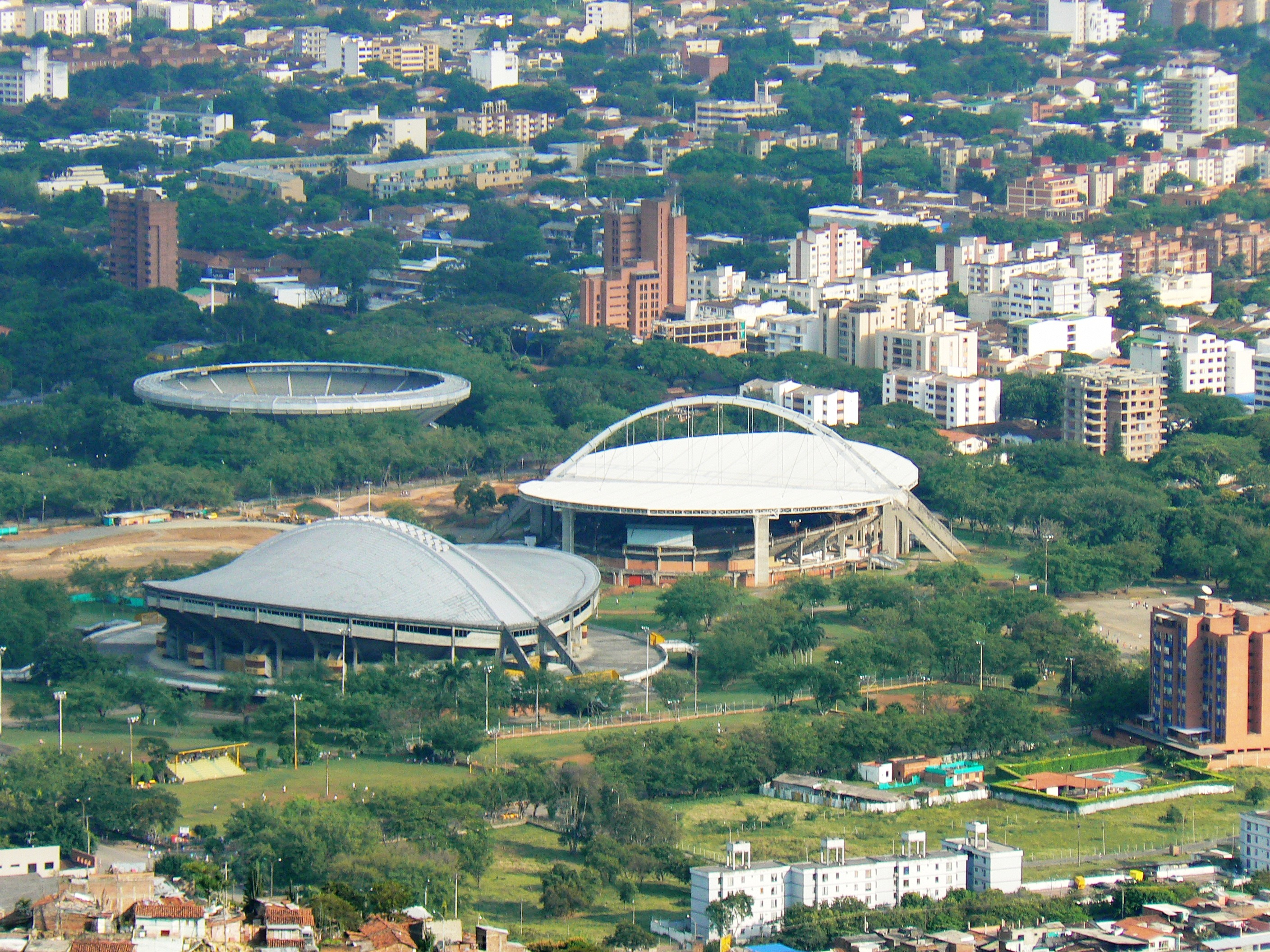
Unidad Deportiva Alberto Galindo
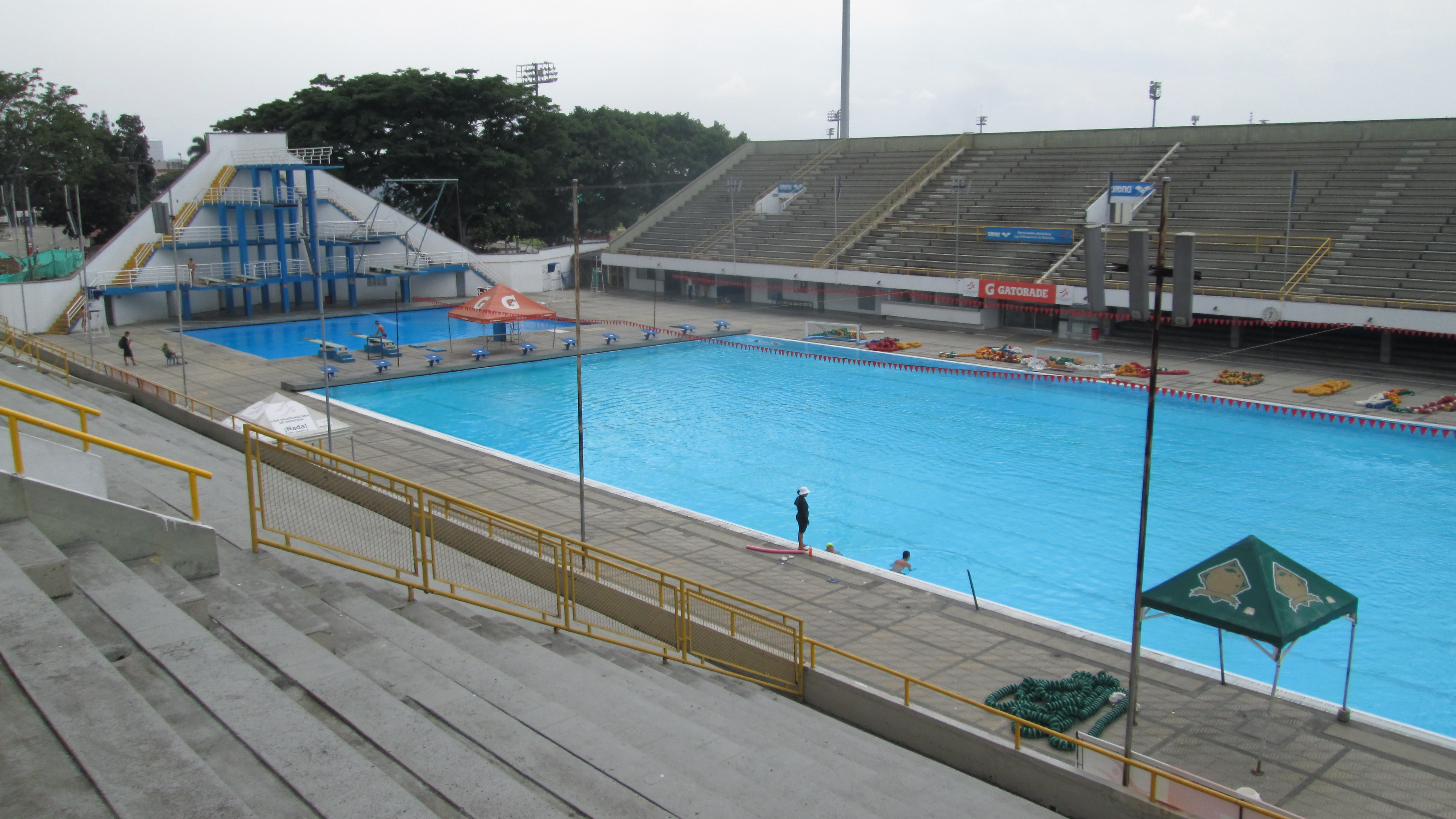
Piscinas Hernando Botero O'Byrne
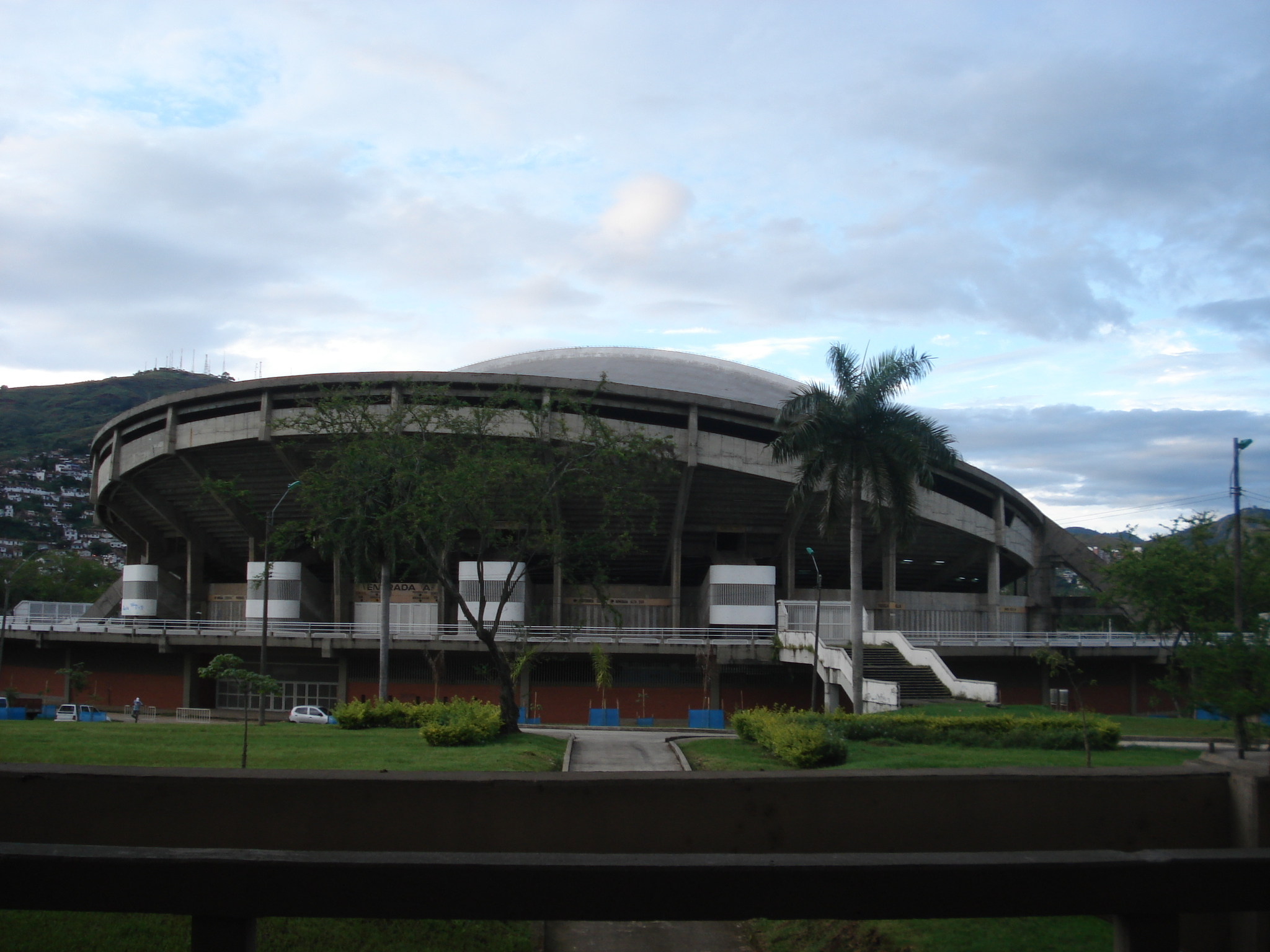
Coliseo El Pueblo
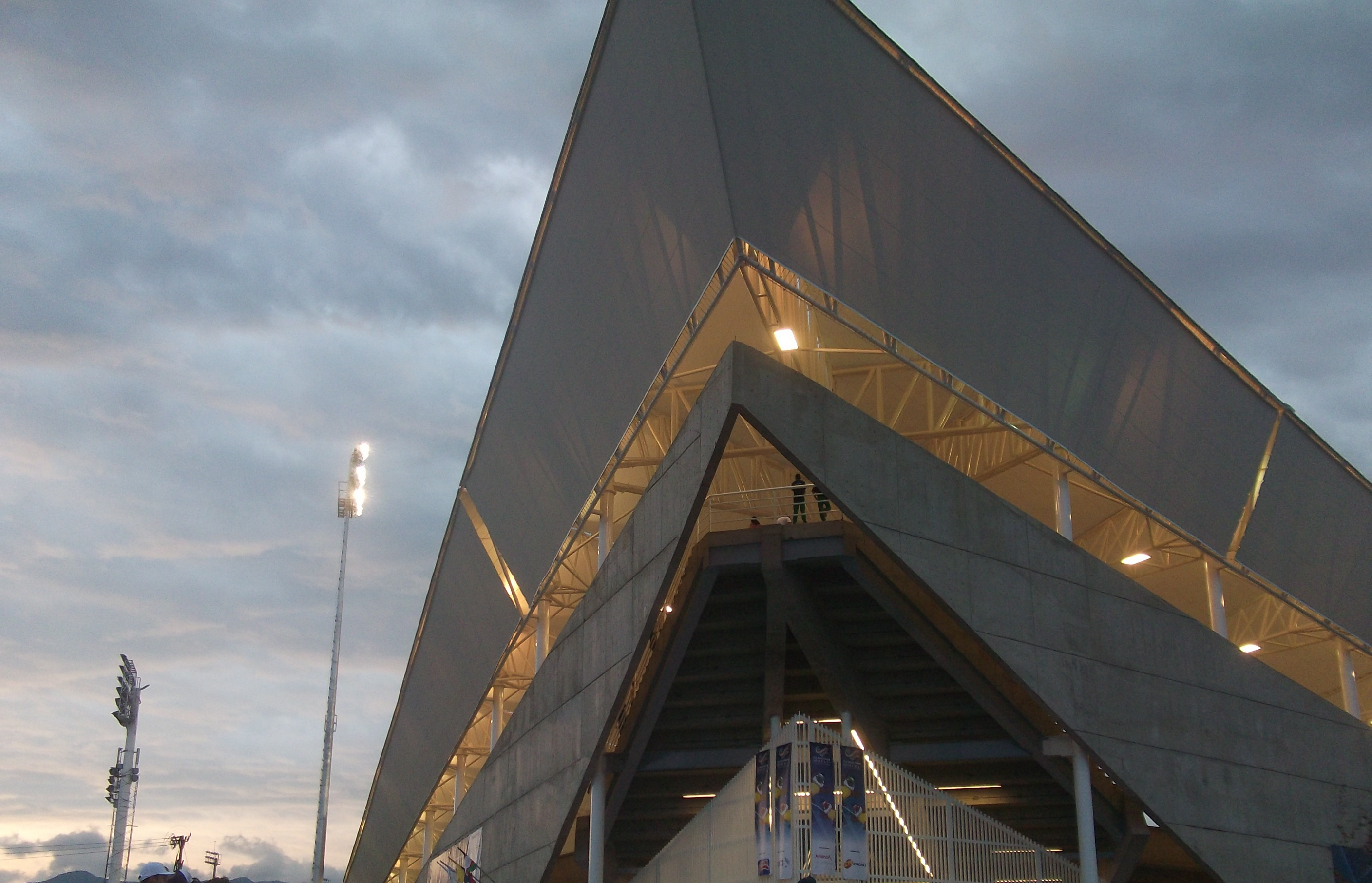
Diamante de Softball

### Cultura
Diferentes entidades se afiliaron a estos Juegos para suministrar el plan cultural, las entidades encargadas fueron: Proartes, Museo La Tertulia, Lugar A Dudas, Biblioteca Departamental, Alianza Colombo Francesa, Fundación Hispanoamericana, Centro Cultural Colombo Americano, Asociación Colombo Japonesa, Centro Studi Colombo Italiano, Centro Cultural Colombo Alemán, Centro Cultural Comfandi, Centro Cultural Comfenalco, Museo Religioso, Étnico y Cultura, Museo Arqueológico Julio César Cubillos, Museo de Arte Colonial y Religioso La Merced, Museo de la Cinematografía Caliwood, Museo del Oro Calima, Museo Departamental de Ciencias Naturales, Museo Étnográfico y Arqueológico Lili, Teatro Experimental de Cali, Cali Teatro, Corporación Artística y Cultural Salamandra, Teatro Municipal, Teatro Jorge Isaacs, Casa Naranja, Castillo Sol y Luna, Teatro La Máscara, Casa de Los Títeres, Fundación Artística y Cultural Colectivo Teatral Infinito, Teatro El Telón, Instituto Departamental de Bellas Artes, Circo para Todos, Zoológico de Cali, Calle del Arte, Loma de la Cruz, Abrázate, Secretaría de Cultura y Turismo, Galería de Arte Club de Ejecutivos, Delirio Salsa Show, Ensálsate Salsa Show, Swing Latino, Son, Sabor y Saber de Nuestra Región, Colombia La Naturaleza de la Cultura, Teatro Esquina Latina y Fundación Domus Teatro.
Estas entidades brindaron actividades de baile, cine, exposiciones y muestras artísticas y artesanales, conciertos y mercados, a los cuales asistieron gran cantidad de espectadores
.
Además de todos estos eventos programas con estas entidades, en Cali se estaba llevando a cabo el VIII Festival Mundial de Baile Salsa.

#### Jardín del Deporte
En las ciudades vecinas de Buga y Jamundí se llevó a cabo el evento "Jardín del Deporte"  para que algunas disciplinas deportivas puedan tener un espacio en juegos futuros.
En Buga se llevaron a cabo dos de estas cuatro competencias:

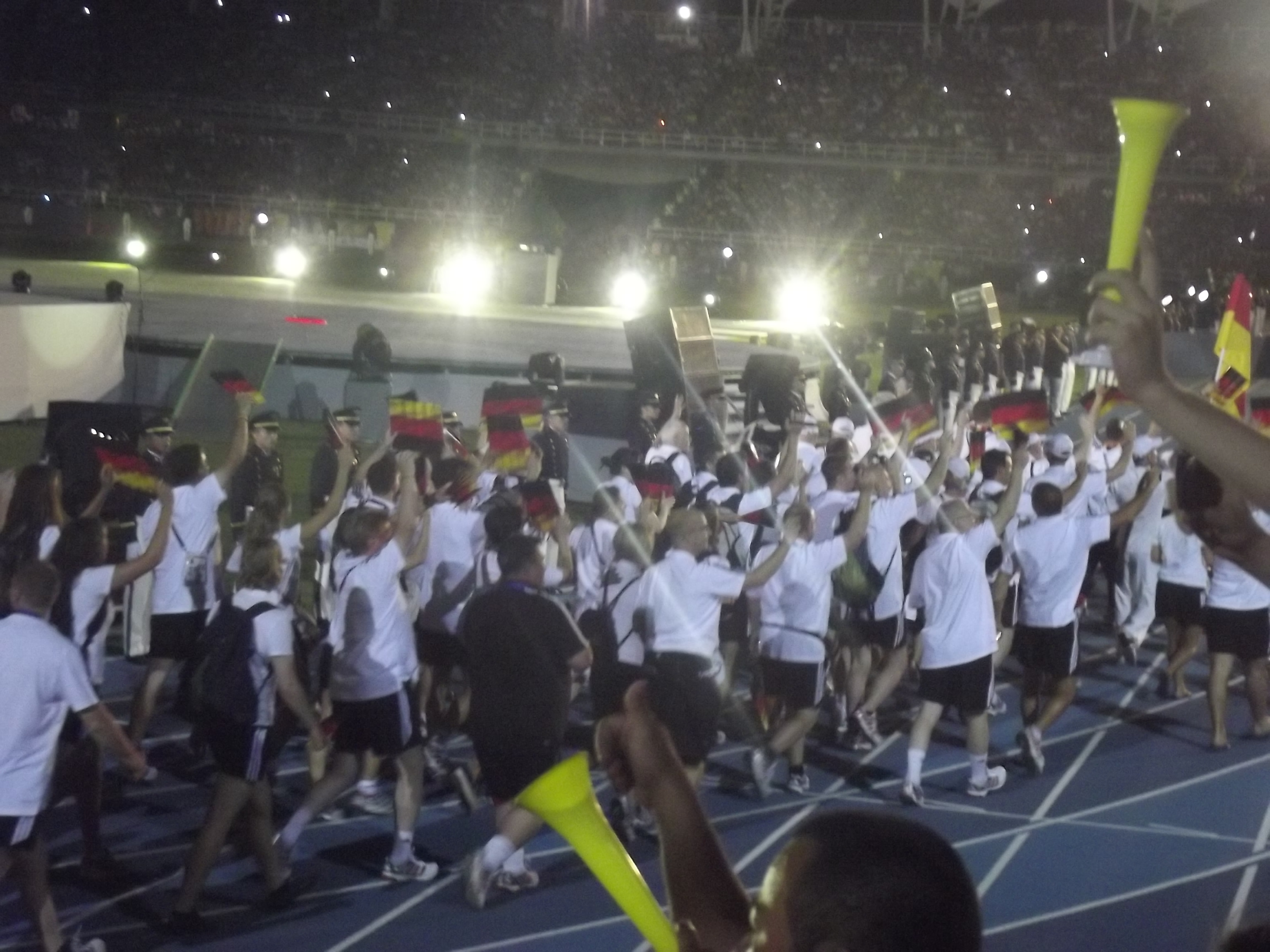
Desfile de delegaciones.

- Coliseo Mayor - Futsal (con reglas AMF), Kudo Masculino y Femenino.

En Jamundí se llevaron a cabo los otros dos eventos:
- Coliseo Alfaguara y Plaza Mayor - Pelota Mano o Frontball
- Estadio El Cacique - Hapkido

### Ceremonia de Inauguración
La ceremonia de inauguración de los Juegos Mundiales de Cali 2013 ocurrió el 25 de julio de 2013 a las 7:59 PM (GMT -5) en el Estadio Olímpico Pascual Guerrero y tuvo audiciencia televisiva estimada en 79 millones de televidentes dato de la señal internacional y de Señal Colombia. Esta inauguración estuvo a cargo de Ana Marta de Pizarro, directora de la Corporación Festival Iberoamericano de Teatro y contó la participación de más de 1.500 personas. El principal acto fue la presentación de 300 bailarines con el tema Cali Pachanguero con vestuario emotivo a la bandera de Colombia.
Este evento contó con la participación de los deportistas y voluntarios, además de Jacques Rogge, Presidente del Comité Olímpico Internacional.

### Ceremonia de Clausura
La ceremonia de clausura de los Juegos Mundiales de Cali 2013 se llevó a cabo el 4 de agosto con la participación de 4 artistas internacionales de Colombia, destacándose Carlos Vives en su presentación. estuvo a cargo de Corfecali, con el diseño y la producción general de Camilo A. Gutiérrez y su equipo de trabajo, productores de 1a. línea en Latinoamérica. Con un despliegue técnico impresionante y fue trasmitido al mundo entero a través de Caracol Televisión.

## Evento

### Participantes
La IX versión de los Juegos Mundiales contó con la participación de un total de 98 países de todos los continentes, siendo la delegación de Colombia hasta la fecha la más numerosa con 204 atletas participantes. A continuación, los países participantes con su respectivo número de atletas.
| Lista de naciones participantes | Lista de naciones participantes | Lista de naciones participantes | Lista de naciones participantes |
| --- | --- | --- | ------------------------------- |
| - Alemania (GER) (129) - Argentina (ARG) (63) - Aruba (ARU) (15) - Australia (AUS) (82) - Austria (AUT) (43) - Azerbaiyán (AZE) (5) - Bélgica (BEL) (47) - Bielorrusia (BLR) (3) - Bolivia (BOL) (5) - Brasil (BRA) (72) - Bulgaria (BUL) (4) - Canadá (CAN) (75) - Catar (QAT) (10) - Chile (CHI) (33) - China (CHN) (56) - Colombia (173) - Corea del Sur (KOR) (28) - Costa Rica (CRC) (5) - Croacia (CRO) (7) - Cuba (CUB) (17) - Dinamarca (DEN) (11) - Ecuador (ECU) (13) - Egipto (EGY) (17) - El Salvador (ESA) (2) | - Filipinas (PHI) (5) - Finlandia (FIN) (10) - Francia (FRA) (124) - Grecia (GRE) (2) - Guatemala (GUA) (21) - Guyana (GUY) (1) - Hong Kong (HKG) (13) - Hungría (HUN) (23) - India (IND) (10) - Indonesia (INA) (5) - Irán (IRI) (10) - Irlanda (IRL) (16) - Israel (ISR) (11) - Italia (ITA) (88) - Jamaica (JAM) (1) - Japón (JPN) (71) - Kazajistán (KAZ) (4) - Kuwait (KUW) (1) - Letonia (LAT) (31) - Lituania (LTU) (8) - Luxemburgo (LUX) (2) - Macedonia (MKD) (1) - Malasia (MAS) (7) - Malta (MLT) (3) - Marruecos (MAR) (3) - Mauricio (MRI) (1) - México (32) - Moldavia (MDA) (2) - Mónaco (MON) (2) - Mongolia (MGL) (8) - Montenegro (MNE) (3) | - Namibia (NAM) (1) - Nicaragua (NCA) (2) - Noruega (NOR) (27) - Nueva Zelanda (NZL) (23) - Países Bajos (NED) (69) - Pakistán (PAK) (1) - Perú (PER) (4) - Polonia (POL) (23) - Portugal (POR) (23) - Puerto Rico (PUR) (4) - Reino Unido (GBR) (82) - República Checa (CZE) (54) - República Dominicana (DOM) (6) - Rumania (ROU) (3) - Rusia (RUS) (82) - Serbia (SRB) (3) - Singapur (SIN) (2) - Sudáfrica (RSA) (37) - Suecia (SWE) (37) - Suiza (SUI) (57) - China Taipéi (TPE) (51) - Tailandia (THA) (9) - Trinidad y Tobago (TRI) (6) - Túnez (TUN) (10) - Turquía (TUR) (5) - Ucrania (UKR) (62) - Uruguay (URU) (14) - Venezuela (VEN) (98) - Vietnam (VIE) (3) |                                 |

### Deportes
| - Artísticos - Baile deportivo - Gimnasia acrobática - Gimnasia aeróbica - Gimnasia rítmica - Patinaje artístico - Trampolín - Pelota - Balonmano playa - Fistball - Korfbal - Polo en Kayak - Raquetbol - Rugby 7 - Squash - Fútbol de salón | - Artes Marciales - Ju-Jitsu - Karate - Sumo - Precisión - Arquería - Billar - Bochas - Bolos - Fuerza - Batalla de fuerza - Levantamiento de potencia | - Vanguardia - Deportes aéreos - Disco volador - Escalada - Esquí náutico - Hockey sobre patines en línea - Natación con aletas - Orientación - Patinaje de carreras - Patinaje de velocidad - Salvamento - Wakeboarding |

### Deportes de exhibición
| - Maratón en Kayak | - Duatlón | - Sóftbol | - Wushu |

### Calendario
| Deporte                   | 25 JUE | 26 VIE | 27 SAB | 28 DOM | 29 LUN | 30 MAR | 31 MIE | 01 JUE | 02 VIE | 03 SAN | 04 DOM | Total |
| ------------------------- | ------ | ------ | ------ | ------ | ------ | ------ | ------ | ------ | ------ | ------ | ------ | ----- |
| Ceremonias                | I      |        |        |        |        |        |        |        |        |        | C      |       |
| Arquería                  |        |        | ●      | 3      |        | ●      | ●      | 4      |        |        |        | 7     |
| Baile deportivo           |        |        | 1      | 2      |        |        |        |        |        |        |        | 3     |
| Balonmano playa           |        |        |        |        |        |        |        |        | ●      | ●      | 2      | 2     |
| Batalla de fuerza         |        |        | 1      | 2      |        |        |        |        |        |        |        | 3     |
| Billar                    |        | ●      | ●      | ●      | ●      | 4      |        |        |        |        |        | 4     |
| Bochas                    |        |        |        |        | ●      | ●      | 8      |        |        |        |        | 8     |
| Bolos                     |        |        |        |        |        |        |        | 1      | ●      | ●      | 2      | 3     |
| Deportes aéreos           |        |        |        |        |        |        |        | ●      | ●      | ●      | 3      | 3     |
| ** Disco volador          |        |        |        | ●      | ●      | 1      |        |        |        |        |        | 1     |
| Duatlón                   |        | 1      | 1      |        |        |        |        |        |        |        |        | 2     |
| Escalada                  |        |        |        |        |        |        |        |        |        | 2      | 2      | 4     |
| Esquí náutico             |        | ●      | ●      | 4      | 4      |        |        |        |        |        |        | 8     |
| Fistball                  |        |        |        |        |        |        |        | ●      | ●      | ●      | 1      | 1     |
| Gimnasia acrobática       |        |        |        |        | 2      | 2      | 1      |        |        |        |        | 5     |
| Gimnasia aeróbica         |        |        |        |        |        |        |        |        | 3      | 3      |        | 6     |
| Gimnasia rítmica          |        | 2      | 1      |        |        |        |        |        |        |        |        | 3     |
| Hockey en línea           |        | ●      | ●      | ●      | ●      | 1      |        |        |        |        |        | 1     |
| Ju-Jitsu                  |        |        |        |        | 7      | 6      |        |        |        |        |        | 13    |
| Karate                    |        | 6      | 6      |        |        |        |        |        |        |        |        | 12    |
| Korfbal                   |        |        |        |        |        |        | ●      | ●      | ●      | ●      | 1      | 1     |
| Levantamiento de potencia |        |        |        |        |        | 3      | 3      | 2      |        |        |        | 8     |
| Maratón en Kayak          |        |        |        |        |        |        |        | 3      | 3      |        |        | 6     |
| Natación con aletas       |        | 5      | 5      |        |        |        |        |        |        |        |        | 10    |
| Orientación               |        |        |        |        |        |        |        |        | 2      | 2      | 1      | 5     |
| Patinaje artístico        |        | ●      | 4      |        |        |        |        |        |        |        |        | 4     |
| Patinaje de carreras      |        |        |        |        |        |        |        |        |        | 4      | 4      | 8     |
| Patinaje de velocidad     |        |        |        |        |        |        | 2      | 4      | 4      |        |        | 10    |
| Polo en Kayak             |        |        |        |        |        |        |        |        | ●      | 2      |        | 2     |
| Raquetball                |        | ●      | ●      | 2      |        |        |        |        |        |        |        | 2     |
| Rugby 7                   |        |        |        |        |        |        |        | ●      | 1      |        |        | 1     |
| Salvamento                |        | 8      | 8      |        |        |        |        |        |        |        |        | 16    |
| Softball                  |        | ●      | ●      | ●      | ●      | 1      |        |        |        |        |        | 1     |
| Squash                    |        |        |        |        |        |        |        |        | ●      | ●      | 2      | 2     |
| Sumo                      |        | 6      | 2      |        |        |        |        |        |        |        |        | 8     |
| Trampolín                 |        |        |        |        | 1      | 2      | 3      |        |        |        |        | 6     |
| Wushu                     |        |        |        |        |        |        |        |        | 1      | 7      | 6      | 14    |
| Evento                    | 25     | 26     | 27     | 28     | 29     | 30     | 31     | 01     | 02     | 03     | 04     | TOT   |

| I | Inauguración | ● | Clasificatorias | # | Eventos finales | C | Clausura |

## Medallero
___  País organizador
| #  | País                          | Oro | Plata | Bronce | Total |
| -- | ----------------------------- | --- | ----- | ------ | ----- |
| 1  | Italia (ITA)                  | 18  | 13    | 18     | 49    |
| 2  | Rusia (RUS)                   | 17  | 23    | 13     | 53    |
| 3  | Francia (FRA)                 | 16  | 11    | 13     | 40    |
| 4  | Alemania (GER)                | 15  | 7     | 8      | 30    |
| 5  | República Popular China (CHN) | 14  | 6     | 2      | 22    |
| 6  | Estados Unidos (USA)          | 11  | 4     | 4      | 19    |
| 7  | Ucrania (UKR)                 | 9   | 10    | 9      | 28    |
| 8  | Colombia (COL)                | 8   | 13    | 10     | 31    |
| 9  | Reino Unido (GBR)             | 6   | 6     | 3      | 15    |
| 10 | China Taipéi (TPE)            | 5   | 5     | 8      | 18    |

## Difusión
El comité organizador de los Juegos, encabezado por Rodrigo Otoya y Susana Correa, desarrolló eventos promocionales de los Juegos Mundiales de Cali durante la 10.ª convención de SportAccord Quebec, y la realización de los Juegos Olímpicos de Londres 2012; el Comité Olímpico Colombiano brindó el espacio para la promoción del evento con el proyecto El rincón de Colombia, ubicado en cercanías de la villa olímpica.

### Transmisión televisiva
La transmisión en directo del evento deportivo estuvo a cargo del canal Señal Colombia y se transmitió a más de 150 países.

## Mercadeo

### Logotipo y símbolos

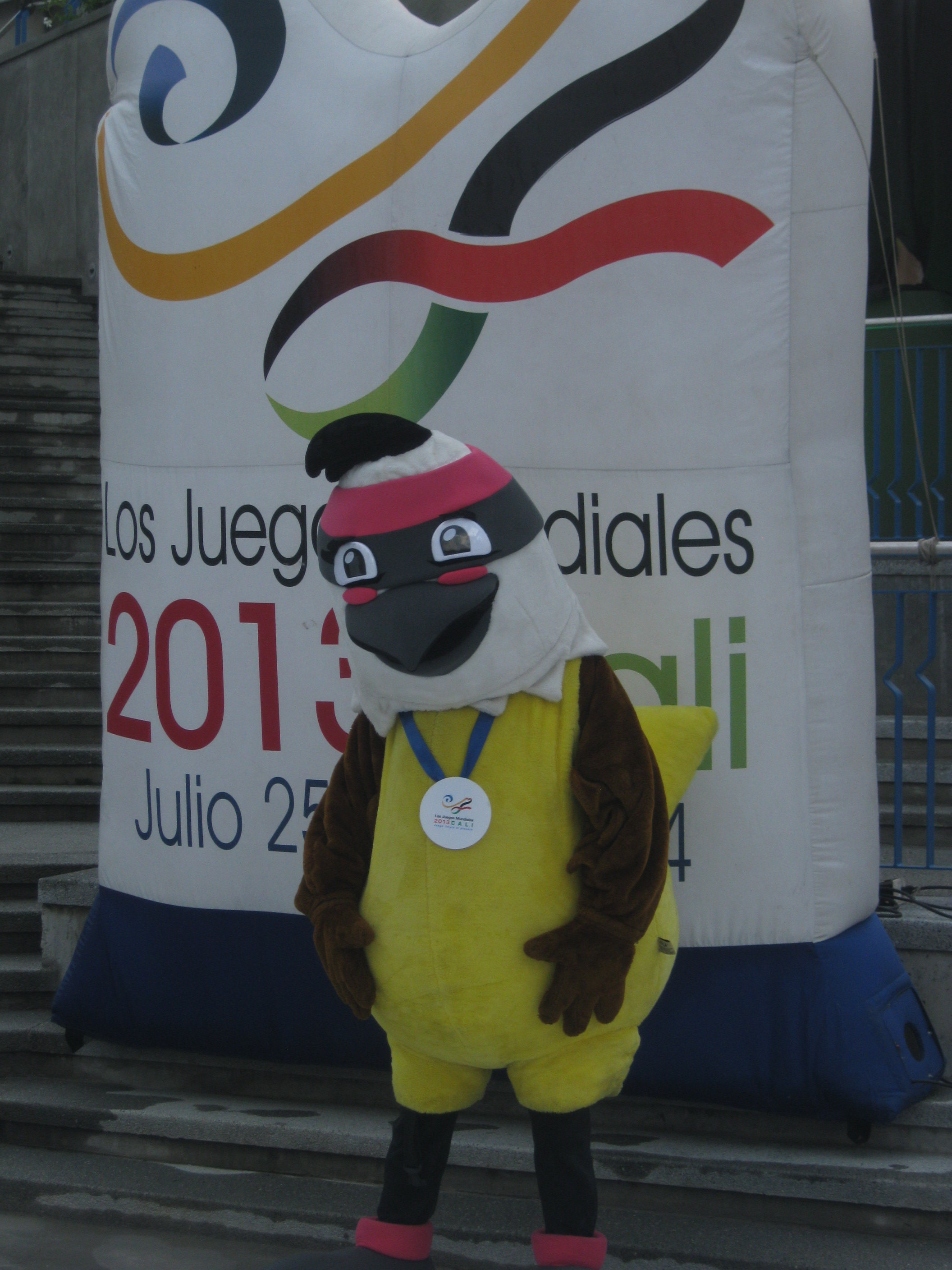
Bichofué gritón, mascota de los Juegos Mundiales de 2013

El logotipo comprendía como símbolo una gran cinta de meta con los colores olímpicos que representa el orgullo deportivo de todas las competidores, promoviendo la diversidad de los deportes en el mundo con el único fin de lograr un cambio significativo para el país, la región y las ciudades por el juego limpio.
El lema para los Juegos Mundiales 2013 fue «¡Juego limpio al planeta!'», prestando especial atención al medio ambiente en todas sus acciones.

### Mascota
La presentación oficial de la mascota se realizó el 20 de febrero de 2013 con la presencia de las autoridades del deporte internacional Comité Olímpico Internacional y del país como Coldeportes y el Comité Olímpico Colombiano, además de la alcaldía de Cali y el comité local organizador, quienes presentaron ante los asistentes al evento a la mascota que acompañará a propios y visitantes en los 26 escenarios deportivos de Cali.
La mascota fue una especie de ave color amarillo con un antifaz negro que hace parte de la riqueza de fauna y flora que posee la ciudad sede.
- Bichofue Macho es veloz, dueño de los cielos, protector del planeta, majestuoso, amiguero y amante de la salsa.
- Bichofue Hembra es coqueta, dulce, inteligente, de buen humor y fiel a sus convicciones.

Como Colombia es el país con mayor riqueza de aves 1897 especies, se eligió un ave como la mascota oficial del evento multideportivo más importante del país.

## Controversias
La agencia AFP así como otros medios reportaron un grave error en la acuñación de más de mil medallas, pues estas en lugar de estar grabadas con las palabras "World Games" o "Juegos Mundiales" en inglés, fueron grabadas como "Word Games" traducido a "Juegos de Palabras",  el comité organizador aseguró el reemplazo de las medallas mal acuñadas. Finalmente las medallas fueron arregladas por medio de un láser con el cual se escribió la letra faltante.